# 聖瑪麗湖大學
聖瑪麗湖大學（University of Saint Mary of the Lake，亦稱：Mundelein Seminary）是位於美國伊利諾伊州芒德萊恩的一所由私立神學院，成立於1844年，创始人为首任芝加哥主教威廉·科特。2015年《美國新聞與世界報道》未將其列入排名中。

## 外部連結
- Archdiocese of Chicago （页面存档备份，存于）
- University of Saint Mary of the Lake/Mundelein Seminary （页面存档备份，存于）
- Chicago Studies theological journal Archive.today的存檔，存档日期2013-04-14
- The Liturgical Institute
- Hillenbrand Books （页面存档备份，存于）
- The Mundelein Psalter
- Cardinal Stritch Retreat House （页面存档备份，存于）